# Saint-Gabriel-Brécy
Pour les articles homonymes, voir Saint-Gabriel (homonymie) et Brécy.
Saint-Gabriel-Brécy est une ancienne commune française, située dans le département du Calvados en région Normandie. Devenue le 1er janvier 2017 commune déléguée au sein de la commune nouvelle de Creully sur Seulles, elle est définitivement supprimée le 1er juin 2020 comme les autres communes déléguées de Creully sur Seulles.

## Géographie
Située entre Caen et Bayeux, à l'ouest de Creully sur Seulles, Saint-Gabriel-Brécy se trouve dans une cuvette. Dans le village passe la Seulles, fleuve côtier qui a son embouchure à Courseulles-sur-Mer.

## Toponymie
L'hagiotoponyme Saint-Gabriel est attesté en 1371, du nom du prieuré fondé en 1058 par l'abbaye de Fécamp.
Brécy est attesté sous les formes Brechi vers 1040 et 1066, Breceium en 1082 (cartulaire de la Trinité), Brecye en 1138 (cartulaire d’Ardennes), Brecie en 1195 (magni rotuli, p. 60), Brecheium XIVe siècle, Brechie en 1377 (arch. nat. P. 271, n° 31), Brechy en 1377 (chap. de Bayeux, rôle 202), Bressy en 1686 (aveux de la vicomté de Caen).

## Histoire
Le 1er janvier 2017, Saint-Gabriel-Brécy intègre avec deux autres communes la commune de Creully sur Seulles créée sous le régime juridique des communes nouvelles instauré par la loi no 2010-1563 du 16 décembre 2010 de réforme des collectivités territoriales. Les communes de Creully, Saint-Gabriel-Brécy et Villiers-le-Sec deviennent des communes déléguées et Creully est le chef-lieu de la commune nouvelle. Le 23 mai 2020, le conseil municipal vote la suppression des communes déléguées à partir du 1er juin 2020.

## Politique et administration
| Période                                  | Période       | Identité        | Étiquette | Qualité     |
| ---------------------------------------- | ------------- | --------------- | --------- | ----------- |
| juin 1995                                | mars 2014     | Pierre Feral    | SE        | Proviseur   |
| mars 2014                                | décembre 2016 | Franck Durocher | SE        | Agriculteur |
| Les données manquantes sont à compléter. |               |                 |           |             |

## Démographie
L'évolution du nombre d'habitants est connue à travers les recensements de la population effectués dans la commune depuis 1793. À partir du 1er janvier 2009, les populations légales des communes sont publiées annuellement dans le cadre d'un recensement qui repose désormais sur une collecte d'information annuelle, concernant successivement tous les territoires communaux au cours d'une période de cinq ans. 
Pour les communes de moins de 10 000 habitants, une enquête de recensement portant sur toute la population est réalisée tous les cinq ans, les populations légales des années intermédiaires étant quant à elles estimées par interpolation ou extrapolation. Pour la commune, le premier recensement exhaustif entrant dans le cadre du nouveau dispositif a été réalisé en 2008,.
En 2018, la commune comptait 380 habitants, en évolution de +9,83 % par rapport à 2013 (Calvados : +1,58 %, France hors Mayotte : +2,49 %).
| 1793 | 1800 | 1806 | 1821 | 1831 | 1836 | 1841 | 1846 | 1851 |
| ---- | ---- | ---- | ---- | ---- | ---- | ---- | ---- | ---- |
| 309  | 289  | 305  | 290  | 347  | 392  | 402  | 399  | 387  |

| 1856 | 1861 | 1866 | 1872 | 1876 | 1881 | 1886 | 1891 | 1896 |
| ---- | ---- | ---- | ---- | ---- | ---- | ---- | ---- | ---- |
| 372  | 359  | 318  | 293  | 311  | 267  | 269  | 235  | 246  |

| 1901 | 1906 | 1911 | 1921 | 1926 | 1931 | 1936 | 1946 | 1954 |
| ---- | ---- | ---- | ---- | ---- | ---- | ---- | ---- | ---- |
| 245  | 240  | 226  | 190  | 177  | 213  | 230  | 251  | 277  |

| 1962 | 1968 | 1975 | 1982 | 1990 | 1999 | 2008 | 2013 | 2018 |
| ---- | ---- | ---- | ---- | ---- | ---- | ---- | ---- | ---- |
| 239  | 276  | 254  | 245  | 240  | 243  | 301  | 346  | 380  |

## Lieux et monuments
- Le prieuré fondé en 1058 par l'abbaye de Fécamp fait l’objet d’un classement au titre des monuments historiques depuis 1840[12]. Les vestiges les plus anciens appartiennent à l'église prieurale, reconstruite vers 1140. La nef et le transept ont été rasés en 1749. Il ne reste que le chœur. Les grandes dimensions de ces restes témoignent de la prospérité du prieuré et de la volonté des religieux de Fécamp d'en faire un monastère autonome. Le prieuré est devenu, depuis 1929, une école d'horticulture (reprise par l'Institut Lemonnier en 2018). Elle accueille des élèves de la 4e au Bac Pro. Elle est spécialisée dans deux domaines : les productions horticoles et les aménagements et travaux paysagers.
- L'église Saint-Thomas-de-Cantorbéry de la fin du XIIe. Des éléments de décor de l'époque romane, représentant des animaux fantastiques, subsistent sur la façade, ainsi qu'un cadran solaire.
- L'église Notre-Dame (ou Sainte-Anne) de Brécy qui fait l’objet d’un classement au titre des monuments historiques depuis le 25 avril 1929[13].
- Le château de Brécy qui fait l’objet d’un classement au titre des monuments historiques depuis le 26 septembre 1903[14].
- Le château de la Martinique.
- Le moulin sur la Seulles.

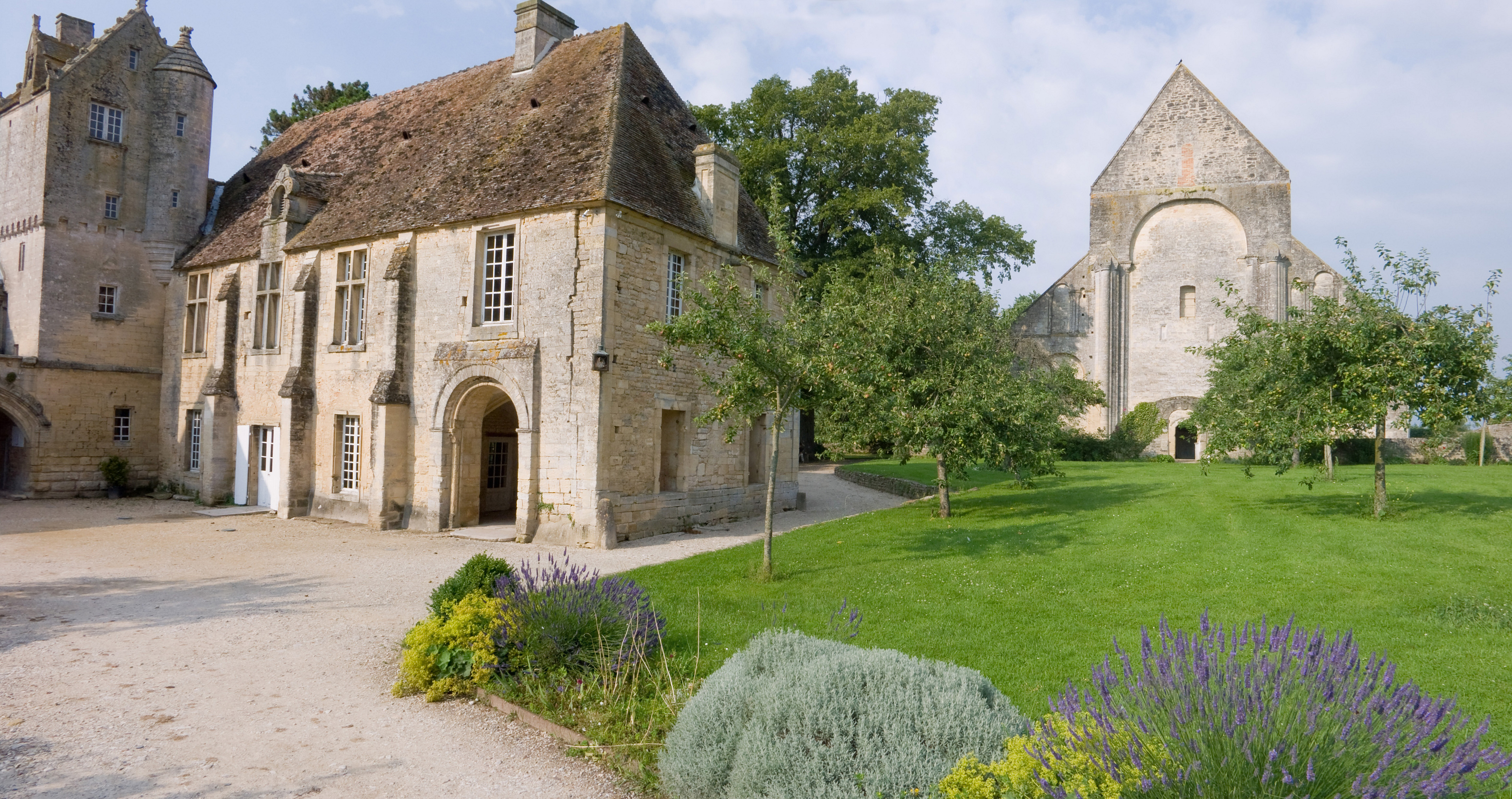
Le prieuré.
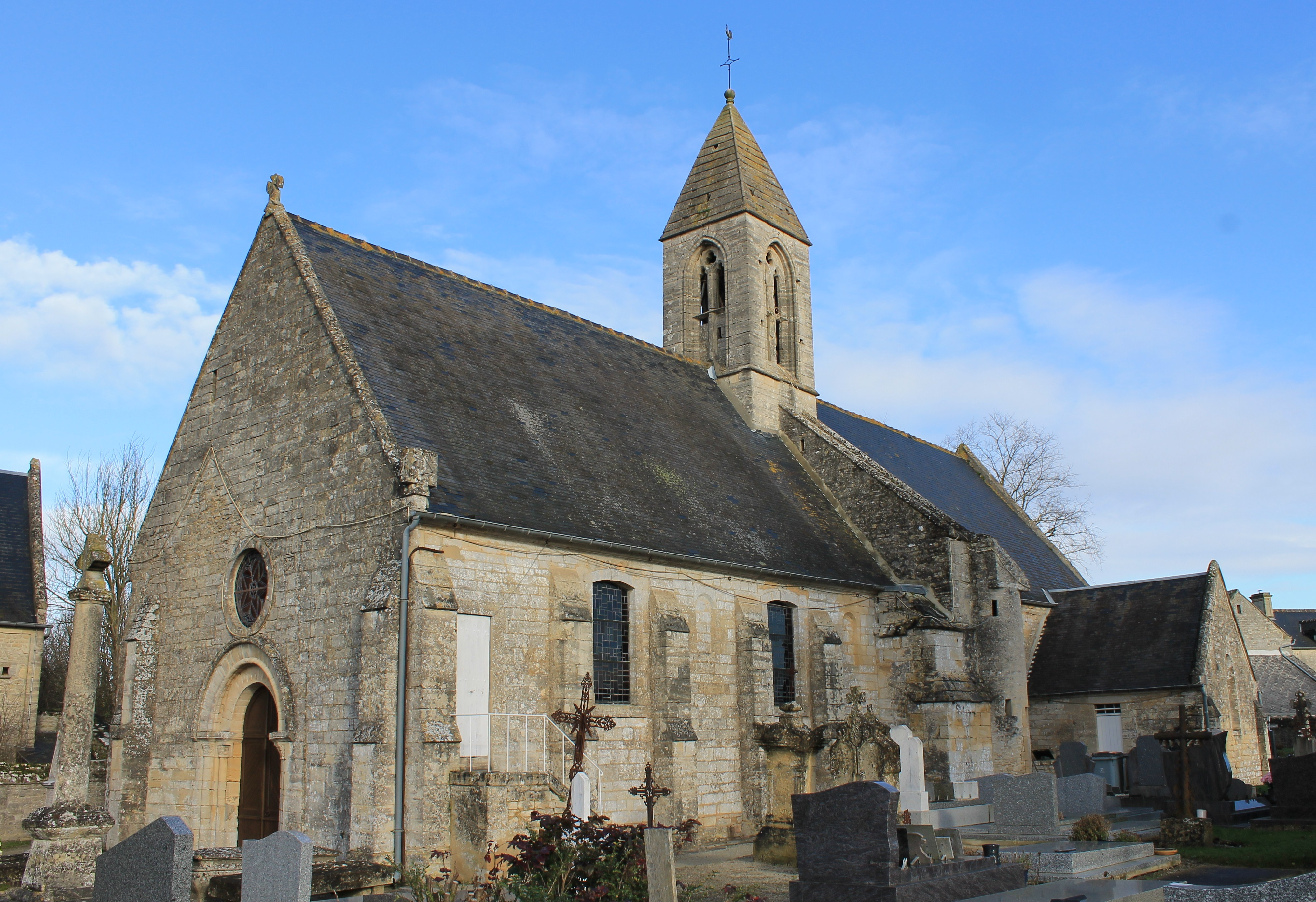
L'église Saint-Thomas-de-Cantorbéry.
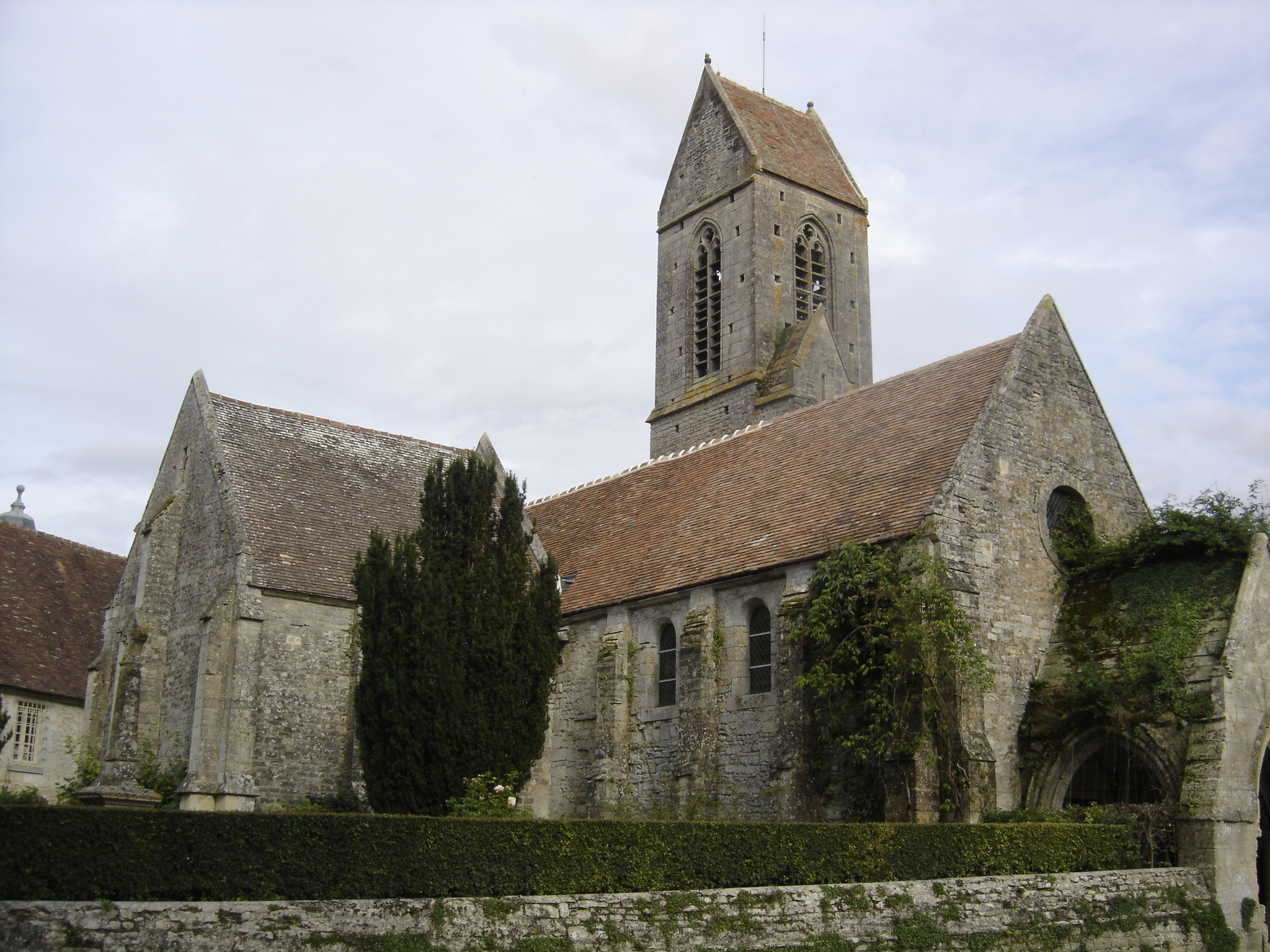
L'église de Brécy.
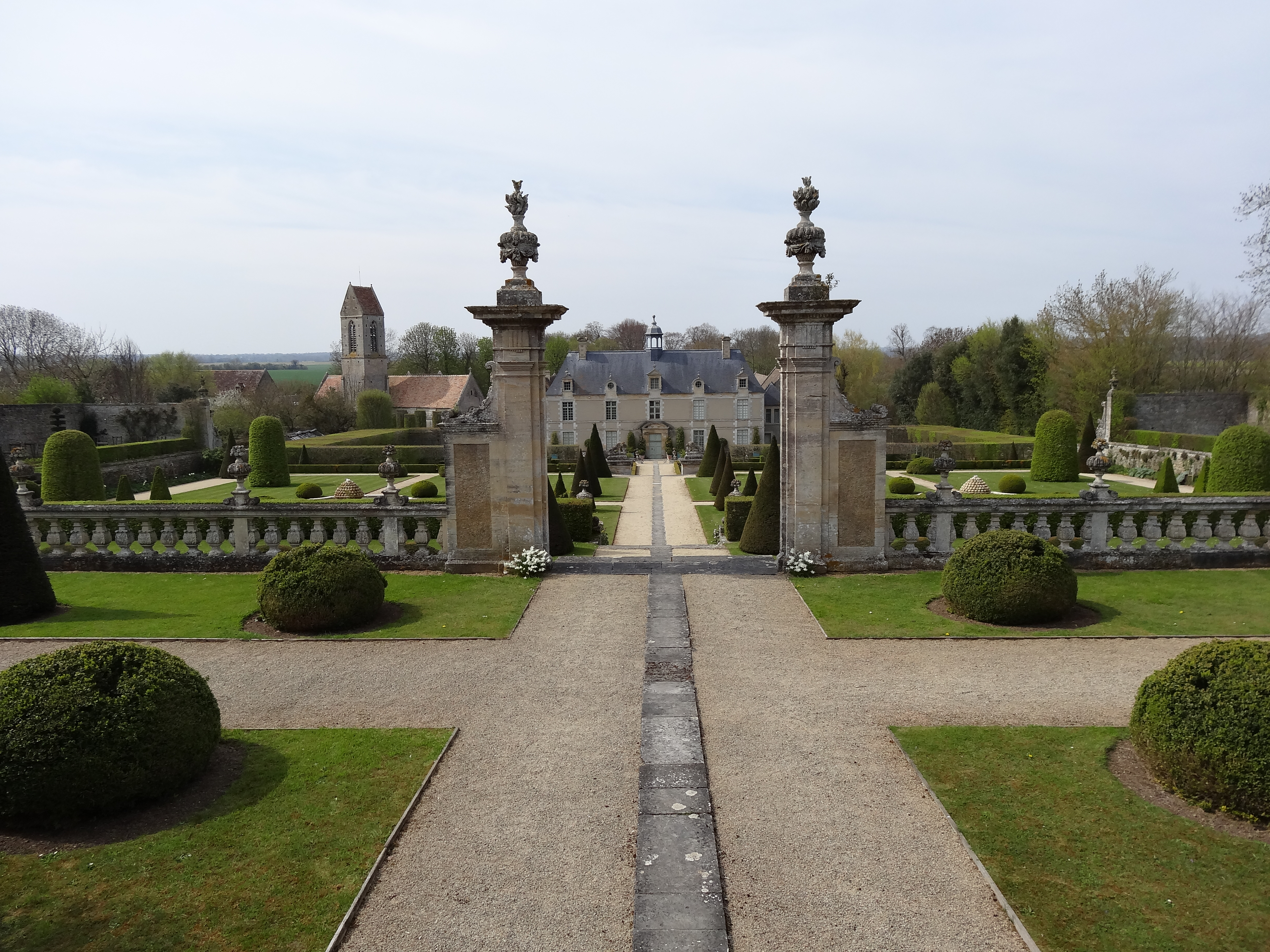
Le château de Brécy.
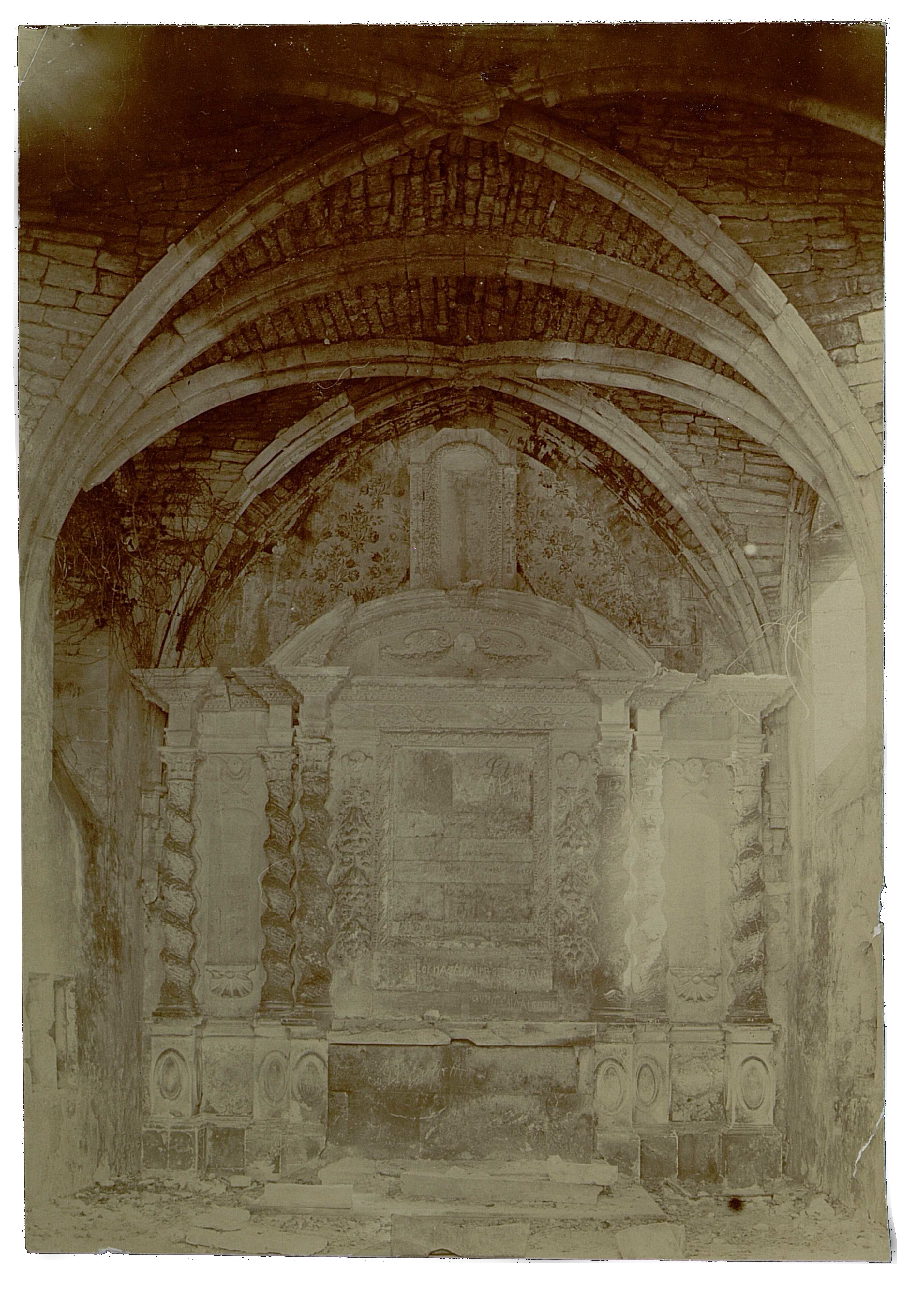
Autel de Brécy Photo Paul Decauville-Lachènée
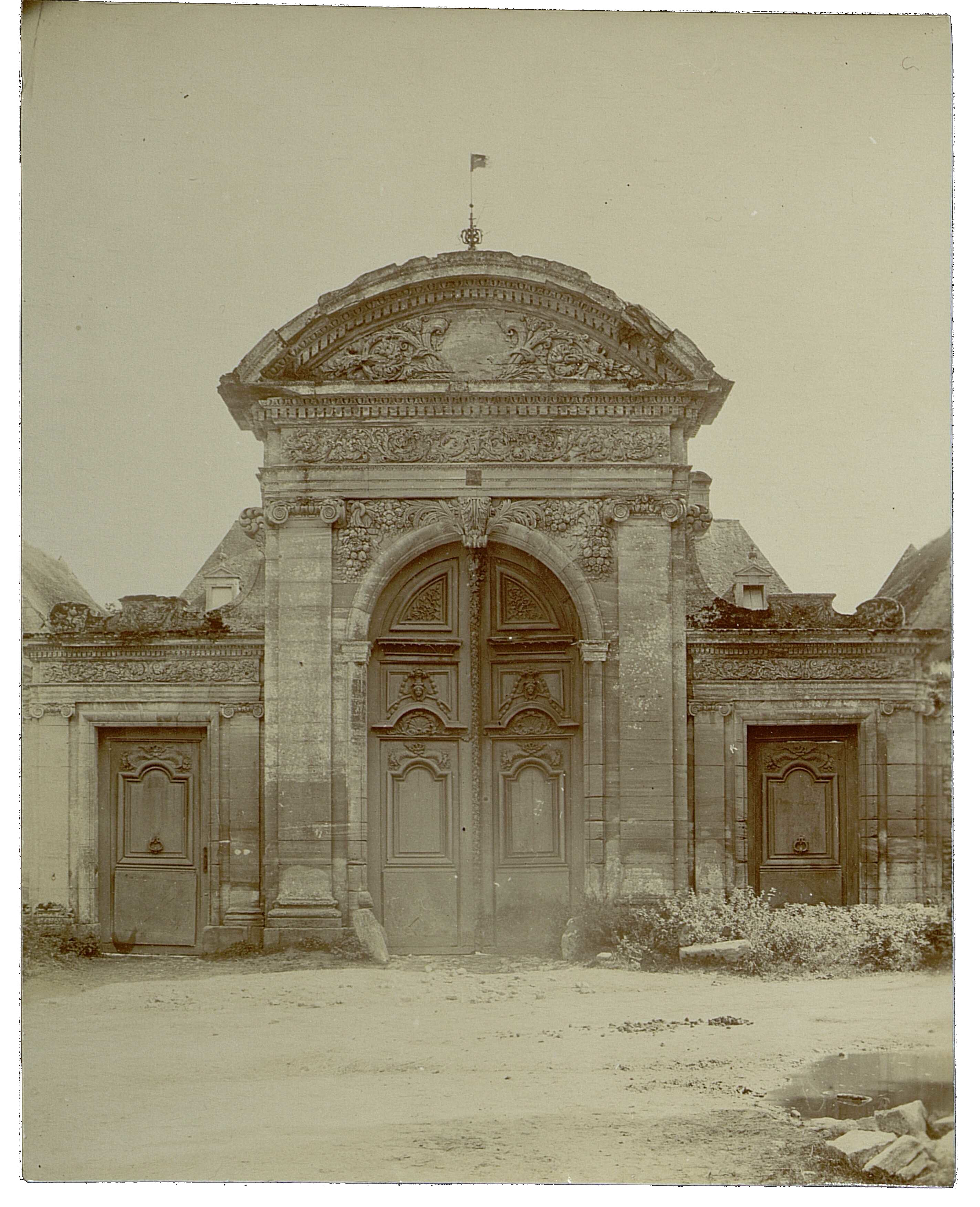
Porte de Brécy Photo Decauville-Lachènée

## Personnalités liées à la commune
- Le vendredi 7 septembre 1470, accompagné par l'évêque de Bayeux Louis d'Harcourt II et baron de Creully, le roi Louis XI visite Saint-Gabriel en se rendant en pèlerinage vers Notre-Dame-de-la-Délivrande. Il quitte le lieu le même jour afin d'y arriver, en faisant don de 16 écus au prieuré[15].
- Albert Delacour (1825-1890 à Saint-Gabriel), homme politique.